# Barnets år
Unesco utropade 1979 som barnets år. Proklamationen antogs den 1 januari 1979 av FN:s dåvarande generalsekreterare Kurt Waldheim. Som en uppföljare till Deklarationer om barnets rättigheter, ledde det till antagandet av Barnkonventionen.

### Fotnoter
1. ↑  "Prizes and Celebrations: International Year of the Child", UNESCO. Retrieved 6/29/08.